# 岩出町 (栃木市)
岩出町（いわでまち）は、栃木県栃木市の地名。郵便番号は328-0063。
　

## 地理
皆川地区南東部に位置し、東は薗部町、西は皆川城内町、南は大平町西山田、北は大皆川町、泉川町と接している。

## 世帯数と人口
2017年（平成29年）8月31日現在の世帯数と人口は以下の通りである。
| 町丁   | 世帯数 | 人口  |
| ------ | ------ | ----- |
| 岩出町 | 46世帯 | 131人 |

## 施設
公共
- 永野川緑地公園パークセンター

教育
- 栃木県立栃木工業高等学校

寺社
- 岩出天満宮

その他
- サンランド栃木
- 栃木カントリークラブ

## 小・中学校の学区
市立小・中学校に通う場合、学区は以下の通りとなる。
| 番地 | 小学校                 | 中学校             |
| ---- | ---------------------- | ------------------ |
| 全域 | 栃木市立皆川城東小学校 | 栃木市立皆川中学校 |